# رحم دوشاخ

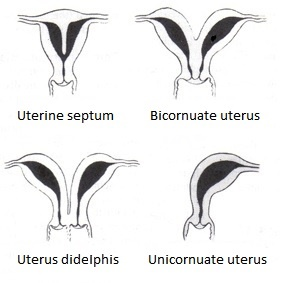
Types of uterine malformations

رحم دوشاخ (Bicornuate uterus) نوعی ناهنجاری مادرزادی رحم است. جوش خوردن ناقص دو مجرای مولری باعث ایجاد یک رحم یه شکل قلب می‌شود که گاهی به آن رحم قلبی شکل هم گفته می‌شود. انواع رحم دو شاخ تنها در ۰٫۴ درصد زنان شایع است که به‌صورت انواع شدید تا بسیار خفیف دسته‌بندی می‌شود.

## پاتوفیزیولوژی
رحم دو شاخه‌ای در طی جنین‌زایی ایجاد می‌شود و هنگامی اتفاق می‌افتد که قسمت پروگزیمال (فوقانی) مجاری paramesonephric فیوز نگردد، اما قسمت دیستال که به قسمت تحتانی رحم، دهانه رحم و مهبل فوقانی وارد می‌شود، به‌طور عادی فیوز می‌شود. مرگ

## علت ایجاد رحم
دو شاخه ای شدن رحم در دوران جنینی یک اختلال آناتومیکی است. هنگامی که در طول تکامل دستگاه تولید مثل دو شاخه رحم به درستی به هم متصل نشوند قسمت فوقانی رحم به دو بخش تقسیم شده و باعث ظاهری قلب مانند می‌شود؛ بنابراین افراد دارای رحم دو شاخ به همین شکل به دنیا آمده‌اند و عوامل خارجی در ایجاد آن دخیل نیست.

## علائم
معمولاً رحم دو شاخ هیچ علامتی ایجاد نمی‌کند و بسیاری از خانم‌ها به‌طور اتفاقی در سونوگرافی متوجه این ناهنجاری می‌شوند. با این وجود، ممکن است در برخی موارد یک یا چند نشانه زیر را تجربه کند:
- مقاربت دردناک
- درد یا ناراحتی در شکم
- خونریزی نامنظم واژن
- درد زیاد قاعدگی
- سقط جنین‌های مکرر

## نحوه تشخیص
با توجه به محدود یودن علائم، ممکن است یک زن با رحم دو شاخه ای هرگز تا زمان بارداری یا سونوگرافی به دلایل دیگر متوجه این موضوع نشود. بعضی اوقات نیز هرگز تشخیص داده نمی‌شود زیرا مشکلی ایجاد نکرده‌است. اما ابزار تشخیص آن سونوگرافی، ام ار ای و عکس رنگی رحم است.

## رحم دو شاخ و بارداری
خانم‌هایی که رحم دو شاخ دارند می‌توانند مانند یک فرد عادی باردار شوند یعنی این ناهنجاری مانعی برای بارداری نیست اما می‌تواند باعث اختلال در روند لانه گزینی، افزایش احتمال سقط جنین، تأخیر در رشد جنین یا زایمان زودرس شود.

## درمان
ممکن است هرگز نیازی به درمان رحم دو شاخ نباشد. اما در صورتی که فرد نتواند باردار شود یا سقط مکرر داشته باشد و هیچ دلیل واضحی برای ناباروری وجود نداشته باشد، در صورت تشخیص رحم دو شاخ پزشک جراحی را توصیه می‌کند. اما هنوز نمی‌توان گفت جراحی رحم دو شاخ یکی از درمان‌های ناباروری محسوب می‌شود زیرا بسیاری از دانشمندان معتقدند که این شکل رحم تأثیری بر بارداری خانم ندارد. اما به هر حال درمان آن احتمال سقط‌های بعدی را کاهش می‌دهد.